# 愛知県立豊野高等学校
愛知県立豊野高等学校（あいちけんりつ ゆたかのこうとうがっこう）は、愛知県豊田市渡刈町に所在する県立高等学校。

## 概要
1986年（昭和61年）創立。全日制課程で普通科設置。三河群Bグループに属する。校訓は「真心」。
開校以来、特に進学指導に力を入れており、第2学年になると、文系、理系に分かれ、習熟度別クラス編成が行われる。さらに第3学年になると、文系クラスは文II（主に文系国立大学を目指すコース、看護系専門学校等）と、文I（私立大学文系を目指すコース）に、そして理系クラスは理II（理系国立大学を目指すコース）と、理I（理系私立大学コース）にそれぞれ分かれ、生徒の学力と進学希望にあった指導が行われる。

## 沿革
- 1986年（昭和61年）4月 - 開校。

## 学校行事

### 前期
- 4月 - 入学式、新入生歓迎会、新入生部活動登録、遠足（3年生）
- 5月 - 中間考査
- 6月 - 飛翔祭（体育大会）、期末考査
- 7月 - 保護者会
- 8月 - オープンスクール
- 9月 - 飛翔祭（文化発表会）

### 後期
- 10月 - 中間考査
- 11月 - 体験学習（1年生）、修学旅行（2年生）、推薦入試（3年生）
- 12月 - 期末考査
- 1月 - 百人一首大会（1年生）、センター試験、学年末考査（3年生）
- 2月 - 学年末考査（1・2年生）、私大一般入試（3年生）
- 3月 - 卒業証書授与式、球技大会、生徒会役員選挙、入学説明会、吹奏楽部定期演奏会

## 部活動
吹奏楽部と写真部は全国高文祭へ出場・出展している。

### 運動部
- 卓球
- バレーボール
- ハンドボール
- ソフトテニス
- 剣道
- 弓道
- 水泳
- 陸上競技
- 硬式野球
- ソフトボール
- サッカー
- バスケットボール

### 文化部
- 写真
- 囲碁将棋
- 演劇
- JRC
- 家庭
- 吹奏楽
- 文芸
- 英語
- 理科
- 美術
- 茶華道

## アクセス
- 愛知環状鉄道・愛知環状鉄道線 末野原駅下車、徒歩で約15分。

## 出身者
- 原さやか - タレント、FMラジオパーソナリティー
- 福田彩乃 - ものまねタレント